# Mała Kyrijiwka
Mała Kyrijiwka (ukr. Мала Киріївка) – wieś na Ukrainie, w obwodzie winnickim, w rejonie hajsyńskim, w hromadzie Berszad. W 2001 liczyła 849 mieszkańców, wśród których 844 wskazało jako ojczysty język ukraiński, 4 rosyjski, a 1 mołdawski.